# Wichí-El Pintado
Wichí - El Pintado, también conocida como Wichí o como El Pintado, es una localidad argentina situada en el norte de la provincia del Chaco, en el departamento General Güemes. Depende administrativamente del municipio de El Sauzalito, de cuyo centro urbano dista unos 40 km. Es una de las localidades del denominado interfluvio Teuco – Bermejito.

## Toponimia
El Pintado se referiría a un cacique del lugar, conocido como El Cacique Pintado por un tatuaje.
Wichí es el nombre de un pueblo indígena que habita la zona.

## Historia
La localidad fue fundada en 1915, y 2 años después suplantó a Comandancia Frías como cabecera del departamento Caaguazú, que ocupaba las tierras del Chaco al oeste del meridiano de 60.º
La localidad se formó en tierras fiscales en la margen derecha del río Teuco, en una zona de montes altos y bajos. La ganadería fue la principal actividad económica del pueblo, habiendo habitado la misma varios hacendados que abastecían los mercados de la provincia del Chaco y de Tucumán. También ayudó al asentamiento la presencia de agua de calidad y en cantidad a poca profundidad. No obstante la gran distancia que la separaba de Resistencia y la falta de caminos dificultó el desarrollo de la misma. Esto y el desarrollo de otras poblaciones en los alrededores como El Sauzalito fueron los causantes de que habiendo llegado a tener alrededor de 3 mil habitantes, el censo de 2001 registró unos 500 pobladores.
Al fijarse los límites de los municipios en 1959 existía el municipio de El Pintado. El 24 de enero de 1977 se suprimió dicho Municipio y se creó el de Misión Nueva Pompeya, del cual El Pintado pasó a ser una delegación municipal.

## Educación
Cuenta con una Escuela Bilingüe Wichí con más de 300 alumnos (noviembre de 2009), en la cual los alumnos pueden cursar desde la EGB1 hasta el Polimodal.

## Vías de comunicación
Sus principales vías de comunicación son las rutas provinciales 3 y 9, ambas de tierra. La primera la comunica al noroeste con El Sauzal y la provincia de Salta, y al sudeste con El Espinillo y la ruta nacional 11. La Ruta 9 la vincula al sur con Misión Nueva Pompeya y la provincia de Santa Fe.

## Población
Cuenta con 773 habitantes (Indec, 2010), lo que representa un incremento del 44,5 % frente a los 535 habitantes (Indec, 2001) del censo anterior.
| Gráfica de evolución demográfica de Wichí-El Pintado entre 1991 y 2010 |
|                                                                        |
| Fuente: Censos nacionales del INDEC                                    |